# Scrap Metal (banda)
Scrap Metal foram uma banda de Broome, Austrália que interpretou a música rock com elementos do país e reggae. Os membros tinham ascendência aborígine, irlandesa, filipina, francesa, chinesa, escocesa, indonésia e japonesa. A banda excursionou nacionalmente como parte do musical Bran Nue Dae e com Midnight Oil, e foram a primeira banda aborígine a assinar um acordo de publicação internacional. O documentário da ABC TV From Broome to the Big Smoke foi feito sobre eles. Scrap Metal ganhou o 'Best Indigenous Act' prêmio de 1992, West Australian Music Industry Awards.
Depois do Scrap Metal, Alan, Stephen e Phillip Pigram juntaram-se com os seus irmãos David, Colin, Gavin e Peter e criaram a banda The Pigram Brothers.
Em 2006 Stephen e Alan Pigram foram empossados no Western Australian Music Hall of Fame.

## Discografia

### Álbuns
- 1987: Just Looking
- 1988: Broken Down Man - Jigil Records
- 1990: Scrap Metal - ABC Records
- 1992: Pub Sweat 'n' Tears - Jigil Records

### Singles
- 1988: Broken Down Man / Caught in the Wheel
- 1989: Nimunburr / In the Night
- 1990: Make It Work
- 1991: Howling at the Moon